# Noticias Telemundo
Noticias Telemundo es la división de noticias de la cadena estadounidense en español Telemundo, propiedad de NBCUniversal Telemundo Enterprises, una subsidiaria de NBCUniversal. La división tiene su sede principal en el Telemundo Center, ubicado en Miami, Florida.

## Historia
Los orígenes de los noticieros de Telemundo se remontan a 1984 con la creación de Noticieros NetSpan, cuando la cadena operaba bajo ese nombre. En 1987, tras la consolidación de Telemundo, la división continuó bajo diferentes estructuras hasta que en 1999 se estableció formalmente como Noticias Telemundo.
En 2001, tras la adquisición de Telemundo por parte de NBC, la división quedó integrada en NBCUniversal Hispanic Enterprises and Content, reforzando la colaboración con NBC News y ampliando la cobertura internacional.

## Programación
La división produce y transmite varios programas informativos, entre los que destacan:  
- Noticias Telemundo, noticiero nocturno de lunes a viernes.
- Noticias Telemundo: Fin de Semana, con ediciones sabatinas y dominicales.
- Al Rojo Vivo, programa de noticias de entretenimiento y actualidad.
- Hoy Día, espacio matutino con noticias, entrevistas y estilo de vida.
- Enfoque, programa dominical de análisis político y entrevistas, conducido por José Díaz-Balart.

## Oficinas y cobertura
Noticias Telemundo cuenta con su sede central en Miami y oficinas en Ciudad de México y San Juan. Además, dispone de corresponsales en diversas ciudades de Estados Unidos, América Latina y Europa.  
La división complementa su cobertura con material periodístico de NBC News, su cadena hermana en inglés, lo que le permite acceder a una red internacional de corresponsales.

## Historia
La historia de Noticias Telemundo se remonta a 1987, cuando la cadena estrenó su primer programa de noticias Noticiero Telemundo-HBC, un programa producido a través de un acuerdo de subcontratación con la Corporación de Radiodifusión Hispanoamericana con sede en Miami y que fue conducida por Lana Montalbán, luego de la cancelación del programa, Montalbán aceptó un puesto de presentadora en la estación WNJU, propiedad y operada de la ciudad de Nueva York, donde se desempeñó como presentadora de sus noticieros nocturnos hasta 1992.
Al año siguiente, el 24 de marzo de 1988, Telemundo se asoció con el canal de noticias por cable CNN para producir dos noticieros diarios, titulados Noticiero Telemundo CNN, se hizo cargo de la producción de los noticieros de la cadena el 31 de mayo de ese año. Además, CNN también produjo un programa de revisión de noticias de fin de semana de una hora, Resumen Semanal Telemundo-CNN y resúmenes de noticias que se transmitían cinco veces al día por Telemundo. Producido en el CNN Center en Atlanta, el programa fue presentado por Jorge Gestoso y María Elvira Salazar. Más tarde, Salazar dejó el programa para convertirse en un reportero en su rival Noticiero Univisión la chilena nativa Cecilia Bolocco, ex Miss Universo, fue nombrado como el reemplazo de Salazar. La encarnación final producida en Atlanta fue copresentada por Patricia Janiot. En 1990, Enrique Gratas se unió a la red para servir como presentador de Ocurrió Así, una revista de noticias nocturna que ofrece historias en profundidad sobre temas relacionados con los hispanos en los Estados Unidos y los informes de investigación.
En 1994, Telemundo lanzó su propio canal de noticias por cable las 24 horas, Telenoticias, que fue operado como una empresa conjunta entre la cadena de televisión argentina Artear, la emisora española Antena 3 y Reuters. La empresa no tuvo éxito y los socios vendieron el canal a CBS Cable en 1996, que cambió el nombre de la red a CBS Telenoticias y aumentó su distribución en América del Norte, Central y del Sur. Luego de la venta de Telenoticias a CBS, Telemundo se asoció en contenido con el canal para producir noticieros de primera hora de la noche y en horario de máxima audiencia que se transmitirían en la cadena de transmisión. CBS vendió Telenoticias a Telemundo en febrero de 2000, después de lo cual la cadena fue relanzada como Telemundo Internacional, basada en el entretenimiento.
Noticias Telemundo se fundó como una división de noticias de la cadena interna el 25 de agosto de 1999, bajo los auspicios del ex vicepresidente de CBS News, Joe Peyronnin, quien se desempeñó como vicepresidente ejecutivo de la división de Telemundo hasta 2006. Después del acuerdo de Telemundo con CBS Telenoticias terminó el día anterior, la cadena lanzó dos noticieros vespertinos de media hora el 1 de enero de 2000, el noticiero general nocturno Noticiero Telemundo, que se produjo en la sede de Telemundo en Hialeah, Florida y el noticiero nocturno Noticiero Telemundo Internacional, solo entre semana. (El último programa se adelantó en muchas de las estaciones de O&O productoras de noticias de Telemundo y en afiliadas selectas, y solo se transmitió en afiliadas que no operaban su propio departamento de noticias, en el caso de que una estación se adelantara a sus noticieros locales habituales durante los principales eventos nacionales. días festivos o el feed nacional de la red en mercados donde no había afiliados en el mercado), un programa de noticias con enfoque internacional producido desde su nueva oficina en la Ciudad de México.
En septiembre de 2000, la cadena lanzó un programa de noticias matutino de tres horas, Esta Mañana, el primer programa matutino nacional de la cadena, presentado por José Díaz-Balart (quien se unió a la cadena desde CBS, donde presentó CBS This Morning antes de su cancelación) y la ex presentadora de Univision Gloria Calzada. La cadena creó programas de noticias adicionales a raíz de los ataques del 11 de septiembre de 2001: Esta Manana fue reemplazada por Hoy en el Mundo, un programa que se desarrolló de 7 a. m. a 9 a. m. en Telemundo, un programa de noticias centrado en historias nacionales e internacionales presentado por Díaz-Balart y Marian de la Fuente; también lanzó un noticiero matutino complementario a las 6:00 a. m. para las estaciones que no tenían un noticiero matutino local llamado Noticiero Telemundo Primera Hora . Además, lanzaron un programa matutino de variedades que tenía un formato similar a Esta Manaña llamado "De Mañanita" que se transmitía de 9 a. m. a 10 a. m. También a raíz de los ataques del 11 de septiembre de 2001, Telemundo lanzó otro programa de noticias que se transmitía entre semana llamado "Un Nuevo Mundo, Una Nacion Unida "que se transmitió a las 7 de la tarde ese programa fue conducido por Pedro Sevcec y presentadora de Ocurrió Así Ana Patricia Candiani, el programa reemplazó a una novela entre semana llamada "Provacame" que fue reprogramada. En 2002, la cadena lanzó una serie de revistas de entretenimiento y noticias a última hora de la tarde, similar en formato a su competidor de Univision Primer Impacto, Al Rojo Vivo con María Celeste.
En 2005, Telemundo firmó con la presentadora de Univision, María Antonieta Collins, con un contrato a largo plazo, en el que presentaría un programa para la cadena. Luego, la cadena canceló Hoy en el Mundo en Telemundo y Primera Hora, reemplazándolos el 10 de octubre de 2005, con un programa de noticias y estilo de vida titulado Cada Día con María Antonieta; Collins condujo el programa, con Díaz-Balart como coanfitrión y también como presentador de otro programa de noticias matutino titulado Noticiero Telemundo: Primera Hora, antes de dejar ese programa y ser reemplazado como presentador de Ana Patricia Candiani.
En 2007, Telemundo suspendió las ediciones de sábado y domingo de la transmisión insignia de Noticiero Telemundo y Al Rojo Vivo, que fueron reemplazadas por largometrajes y series basadas en la realidad (con la medida, Univision se convirtió en la única cadena de transmisión en español que transmitió un fin de semana edición de su noticiero vespertino y el único que transmite programación de noticias no deportivas los fines de semana en total); Las ediciones de fin de semana de Noticiero Telemundo se restauraron el 4 de octubre de 2014, enfocándose en noticias generales, segmentos de salud y consumidores, análisis de las principales historias de la semana anterior y un adelanto de los eventos que ocurrieron en la próxima semana (que se programó 90 minutos antes que el buque insignia ediciones entre semana, a las 5:00 p.m. hora del este y Hora del Pacífico, para dar cabida a la programación de entretenimiento en horario de máxima audiencia de la red).
Cada Día fue cancelada en mayo de 2008, luego de que Collins anunciara que dejaría Telemundo cuando su contrato expirara en agosto de ese año regresara como presentadora de noticias y como resultado de los bajos índices de audiencia del programa; Noticiero Telemundo: Madrugada, mientras tanto, fue reemplazada por un programa de música y baile de una hora que se derivó de la serie de la tarde del sábado Descontrol de la cadena. El primero de los dos noticieros matutinos fue reemplazado por un nuevo programa híbrido de noticias y estilo de vida (similar en formato a ¡Despierta América! De Univisión), ¡Levántate! que inicialmente fue transmitida y producida por los estudios de la estación de San Juan, Puerto Rico de la cadena WKAQ-TV. El programa híbrido, que fue retitulado Un Nuevo Día en julio de 2012, originalmente incluía la participación local de la estación de propiedad y operada en Miami de la cadena WSCV desde sus estudios en el suburbio de Miramar, Florida, y oficinas ubicadas en Nueva York, Los Ángeles y la Ciudad de México. El programa fue renovado posteriormente en febrero de 2011, descontinuando los cortes locales y reubicando sus operaciones de producción en la sede de Telemundo en Hialeah, Florida.
En 2011, Telemundo estrenó un programa de entrevistas de asuntos políticos y culturales de media hora los domingos por la mañana Enfoque, presentado por Díaz-Balart, marcando una restauración de la programación de noticias de fin de semana en la cadena (fuera de su programa de deportes de noche de fin de semana Titulares Telemundo); el programa se amplió a una hora en enero de 2014.
El 6 de julio de 2015, Noticiero Telemundo se convirtió en el primer noticiero de la cadena nacional en producir una transmisión completa utilizando dispositivos móviles. Los periodistas que informaron para la transmisión especial del "Día digital" fueron equipados con teléfonos inteligentes y tabletas para grabar y transmitir las historias incluidas en la transmisión, que también se transmitió en la cuenta Periscope del Noticiero Telemundo, incorporando imágenes detrás de escena de los presentadores y reporteros del programa. durante los descansos dentro del programa.

## Actual
- Al Rojo Vivo - revista de noticias (2002-presente)
- Hoy Día - programa matutino de noticias y estilo de vida de lunes a viernes (2021-presente)
- Noticias Telemundo - noticiero nocturno insignia (1996-presente) (originalmente titulado Noticiero Telemundo hasta 2016)
- Noticias Telemundo Fin De Semana - noticiero nocturno emblemático de fin de semana (2001–2007 y 2014 – presente)
- Noticias Telemundo Mediodia - noticiero vespertino de lunes a viernes (2018-presente)
- Noticias Telemundo: Coronavirus 'Un País En Alerta - (nombre temporal para nuevo programa debido a la pandemia de COVID-19) será nombrado
- Noticias Telemundo con Julio Vaquero - noticiero entre semana (2020-presente)

## Anterior
- Cada Día con María Antonieta (2005-2008)
- Está mañana (2000-2002)
- Hoy en el Mundo (2002-2005)
- De Mañanita (2002-2005)
- Noticiero Telemundo CNN (1988–1993)
- Noticiero Telemundo Internacional (1999-2011)
- Noticiero Telemundo: Madrugada (2005-2008)
- Ocurrió Así (1990-2002)
- Telemundo HBC (1987–1988)
- Un Nuevo Día (2012-2021)

## Personal en el aire

### Personal actual en el aire
- Julio Vaqueiro - presentador de Noticias Telemundo Edición Especial
- Nacho Lozano – copresentador de Noticias Telemundo Mediodía
- Vanessa Hauc - presentadora de Noticias Telemundo Fin de Semana (2020-presente)
- Arantxa Loizaga - presentadora de las ediciones nocturnas de "Noticias Telemundo En La Noche"
- Johana Suarez - presentadora de las ediciones de fin de semana de "Noticias Telemundo Fin De Semana"
- Nicole Suarez - Presentadora de "Hoy Día"

### Personal destacado anterior en el aire
† Indica fallecido
- Enrique Gratas (luego en Estrella TV)†
- Pedro Sevcec (ahora en WJAN-CD)
- Edgardo Del Villar (más tarde en Telemundo O&O WNJU-TV)†
- Paulina Sodi -  (ahora en la aplicación Streaming ViX "La Voz De La Mañana) de Univision (2017-2021)
- Jose Diaz-Balart - presentador de Noticias Telemundo, presentador de Enfoque[9]
- Felicidad Aveleyra - (2015-2023)